# Plumelec
 Plumelec  (en bretón Pluveleg) es una población y comuna francesa, situada en la región de Bretaña, departamento de Morbihan, en el distrito de Pontivy y cantón de Saint-Jean-Brévelay.

## Demografía
| 2 551 | 2 513 | 2 503 | 2 507 | 2 627 | 2 663 | 2 732 | 3 092 | 3 070 | 2 988 | 3 082 | 3 184 | 3 060 | 3 101 | 2 992 | 3 068 | 3 130 | 3 043 | 3 048 | 2 998 | 2 988 | 2 787 | 2 758 | 2 732 | 3 004 | 2 953 | 2 733 | 2 529 | 2 498 | 2 410 | 2 355 | 2 343 | 2 337 |
| Para los censos de 1962 a 1999 la población legal corresponde a la población sin duplicidades (Fuente: INSEE [Consultar]) |       |       |       |       |       |       |       |       |       |       |       |       |       |       |       |       |       |       |       |       |       |       |       |       |       |       |       |       |       |       |       |       |

## Deportes
En la localidad se celebra anualmente el Grand Prix de Plumelec-Morbihan, una carrera ciclista profesional, puntuable para la Copa de Francia de Ciclismo.